# Ньюбері (селище, Вермонт)
Ньюбері раніше також Ковасс (англ. Newbury Шаблон:Abenaki language) — селище (англ. village) в США, в окрузі Орандж штату Вермонт. Населення — 447 осіб (2020).

## Географія
Ньюбері розташоване за координатами 44°4′51″ пн. ш. 72°3′28″ зх. д. / 44.08083° пн. ш. 72.05778° зх. д. (44.080827, -72.057719).  За даними Бюро перепису населення США в 2010 році селище мало площу 13,66 км², з яких 12,85 км² — суходіл та 0,81 км² — водойми.

## Демографія
Згідно з переписом 2010 року, у селищі мешкало 365 осіб у 183 домогосподарствах у складі 93 родин. Густота населення становила 27 осіб/км².  Було 215 помешкань (16/км²).
Расовий склад населення:
| - 97,8 % — білих - 0,3 % — корінних американців - 0,3 % — азіатів |

До двох чи більше рас належало 1,6 %. Частка іспаномовних становила 1,1 % від усіх жителів.
За віковим діапазоном населення розподілялося таким чином: 18,1 % — особи молодші 18 років, 55,1 % — особи у віці 18—64 років, 26,8 % — особи у віці 65 років та старші. Медіана віку мешканця становила 51,1 року. На 100 осіб жіночої статі у селищі припадало 91,1 чоловіків;  на 100 жінок у віці від 18 років та старших — 81,2 чоловіків також старших 18 років.
Середній дохід на одне домашнє господарство  становив 57 637 доларів США (медіана — 40 781), а середній дохід на одну сім'ю — 78 374 долари (медіана — 65 313). За межею бідності перебувало 21,1 % осіб, у тому числі 29,8 % дітей у віці до 18 років та 6,8 % осіб у віці 65 років та старших.
Цивільне працевлаштоване населення становило 160 осіб. Основні галузі зайнятості: освіта, охорона здоров'я та соціальна допомога — 30,6 %, будівництво — 15,0 %, сільське господарство, лісництво, риболовля — 13,1 %, роздрібна торгівля — 11,9 %.